# Playa Blanca, Lanzarote
Playa Blanca ('bela plaža') je najjužnejše mesto španskega otoka Lanzarote. Je najnovejše letovišče na otoku in je del občine Yaiza.
Približno 40 minut vožnje (45 km) od letališča ima državno šolo, zasebno šolo (ki poučuje angleški učni načrt), notarja, živahno marino Rubicon, cerkev, pristanišče s trajekti do Corraleja na severnem koncu Fuerteventure in industrijskega območja na vhodu v mesto. Aprila 2012 je bila odprta javna knjižnica.
Avtobusna postaja ("Estacion de Guaguas") je severni rob trgovskega območja mesta, na vogalu Av. de las Canarias in Calle los Calamares. Od tu so na voljo neposredne ali povezovalne storitve do vseh delov otoka. Stavba je tudi lokacija lokalne policijske postaje in lokalne uprave (Ayuntamiento).
V začetku oktobra 2008 je Playa Blanca postala prvo mesto na otoku, ki je imelo poseben lokalni avtobusni prevoz in ne samo z avtobusi.
Obala okoli Playa Blance je v bistvu en velik 9 kilometrov širok zaliv, ki je nato razdeljen na tri manjše, a še vedno velike zalive. Od vzhoda proti zahodu so to Playa Dorada, Playa Blanca in Playa Flamingo. Ta osnovna geografija pomeni, da so plaže v Playi Blanci in njeni okolici zaščitene in idealne za kopanje in sončenje.
Atlantski ocean je na vzhodu, zahodu in jugu. Od notranjega roba mesta do notranjosti je pokrajina ravna in vulkanska. Glavna cestna pot do Playe Blance je LZ2, ki vodi severno od mesta in nato proti vzhodu do glavnega mesta Arrecife. Druga pomembna cestna pot je gorska cesta LZ 702, ki vodi proti severovzhodu od Playa Blance preko Maciota in Femésa ter se na križišču blizu Uge poveže z LZ72.
Prebivalci so eklektična mešanica Američanov, Britancev, Kanadčanov, Kanarcev, Nemcev, Ircev in Špancev.

## Marina Rubikon
Marina Rubicon, eno največjih pristanišč na Kanarskih otokih, je približno 15 minut sprehajalne poti od samega mesta. Ima 550 privezov s sistemom prstov za enotrupne in večtrupne čolne do 50 metrov, poleg prostora za velike dolžine na pristanišču (do 90 m) in pomožnega pristanišča za gumenjake, ki je v predportu. Vsi privezi imajo stolpiče z vodo in elektriko. Plavajoči pontoni za vkrcanje imajo aluminijasto strukturo, prekriti s tropskim lesom in zasidrani z delfini za privez. Tržnice ima dvakrat na teden, ob sredah in sobotah (oboje zjutraj). Prodano blago sega od ročno izdelanih daril do lokalnih vin.
Dvesto metrov vzhodno od Marine Rubicon, na rtu Punta del Aquila, stoji Castillo de las Coloradas. Ta stražni stolp je bil zgrajen med letoma 1741 in 1744. S svojo robustno okroglo konstrukcijo in dvižnim mostom je nudil dobro zaščito. Njegov zvon je opozoril, da se pirati približujejo obali.

## Podvodni muzej
Atlantski muzej je podvodni muzej ob obali Playa Blanca. Muzej je zasnoval britanski umetnik Jason deCaires Taylor in je bil odprt leta 2016. Muzej sestavlja zbirka več kot 300 skulptur v naravni velikosti, od katerih je večina na globinah od 12 do 15 metrov pod vodo. Skulpture so izdelane iz pH-nevtralnih materialov, ki so okolju prijazni in zasnovani tako, da spodbujajo rast morskega življenja. Skulpture se razprostirajo na površini 2500 kvadratnih metrov in so postavljene v različnih položajih in pozah ter predstavljajo prizore iz vsakdanjega življenja ter družbene in politične teme. Nekatere skulpture vključujejo žensko, ki posname selfi, skupino ljudi, ki fotografirajo skupino, moškega v obleki, ki sedi za mizo z glavo zakopano v pesek, in skupino otrok, ki se držijo za roke v krogu. Cilj muzeja je ustvariti edinstven in trajnosten način vključevanja turistov in domačinov v podvodno okolje ter zagotoviti nov habitat za morsko življenje.
Z ustvarjanjem podvodne galerije muzej z oceansko umetnostjo prispeva k zaščiti in ohranjanju morskega ekosistema. Za dostop do muzeja se lahko obiskovalci odpravijo na vodeno potapljanje ali potapljanje z masko, ki jo vodijo izkušeni inštruktorji, kar jim omogoča, da iz prve roke raziščejo zbirko skulptur. Podvodni muzej je viden tudi iz čolna s steklenim dnom, ki ponuja edinstveno perspektivo za tiste, ki se ne želijo potapljati. Atlantski muzej je prejel mednarodno priznanje za svoj edinstven koncept in inovativen pristop k ohranjanju morja. Predstavljen je bil v številnih publikacijah in velja za eno glavnih znamenitosti na Lanzaroteju.

## Plaže
V središču mesta je majhna plaža, imenovana Playa Blanca (Bela plaža). Je mešanica peska in kamenja in je najtišja od treh glavnih plaž letovišča. Tukaj so reševalci. Zvečer so skupine za vadbo kanarske rokoborbe (otroci).
Pol ure hoje zahodno od mesta po sprehajalni poti ob morju je plaža Playa Flamingo. Čeprav je izven mestnega središča, ima še vedno veliko trgovin in restavracij. To je najbližja peščena plaža novejšemu razvoju okoli Montaña Roja in svetilnika v Pechigueri, kot so park Faro, park Carlos in park Shangrila. Playa Flamingo je bila novembra 2005 med orkanom Delta praktično uničena. Morski zid je bil nazadnje obnovljen v začetku leta 2011. Na tej plaži ni reševalcev.
Playa Dorada je dobesedno prevedena kot 'zlata plaža' in je vzhodno od središča mesta. Morje okoli Playa Dorada je na splošno zelo mirno, ker je obdano z umetnim zalivom. Je 10 minut hoje od središča mesta Playa Blanca in je dobro dostopna s trgovinami in kavarnami v Centro Comercial Papagayo za njo. To je najbolj priljubljena plaža v Playi Blanci za uživanje v vodnih aktivnostih. Na tej plaži so reševalci.
Morda najbolj znana od vseh plaž v okolici Playe Blance so zalivi Papagayo. V resnici je to skupek manjših plaž, ki so ločene z visokimi pečinami in tvorijo številne zaščitene zalive. To območje je bilo zaščiteno in je zdaj narodni park, do katerega se lahko pride po precej razgibani makadamski cesti. Za vstop vseh avtomobilov je majhna pristojbina v višini 3 € (cena pravilna za leto 2023). Do zalivov se lahko pride tudi peš, preko Los Coloradas. Znaki kažejo od hotela Papagayo Arena in se po peščeni poti spustijo do prvega od zalivov.

## Trajekti za Fuerteventuro
Izbira se lahko med tremi trajektnimi linijami. Najprej je tu Fred. Trajekt Olsen Express, imenovan Bocayna Express, ki opravi potovanje v 20 minutah. Drugi trajekt je Naviera Armas, imenovan Volcan de Tindaya, ki opravi 7 letov dnevno v vsako smer, vsak pa traja 35 minut. Tretji je čoln Princesa Ico Glass Bottomed Boat.
Že nekaj časa potekajo čustvene lokalne razprave o povečanju pristanišča, da bi lahko sprejelo večje potniške ladje, kot je Queen Elizabeth 2, ki je obiskala pristanišče, vendar se je morala privezati tik ob obali.

## Okolica
Playa Blanca je nad spečim vulkanom Montana Roja. Hoja do in okoli roba gore ni pretežka in ponuja razgled na Playa Blanco, severno od otoka in čez Fuerteventuro. Znotraj samega kraterja je veliko ljudi kamenje razporedilo v imena in sporočila.
Severno in vzhodno od Playe Blance je zavarovano območje Los Ajaches. To je trikotno območje s približno 3000 hektarji, ki ga omejujejo: gorska vasica Femés, majhna obalna ribiška vasica Playa Quemada in plaže Papagayo. Najvišja točka je Ajache Grande (aka Hacha Grande) na 562 metrih, ki ponuja pogled na celoten otok in tudi Fuerteventuro. Ob vstopu na območje iz Femésa so določene poti. Hoja na greben se začne s steze jugovzhodno od Femésa. Los Ajaches je bil 19. junija 1987 razglašen za 'naravni prostor' Kanarskih otokov. Vulkanska pokrajina Los Ajaches ima impresivno lepoto. Vključuje področja znanstvenega interesa s prisotnostjo fosilov iz pliocenskega obdobja.
Samo 20 minut vožnje severno od Playa Blanca je El Golfo. Plaža El Golfo je znotraj napol potopljenega stožca vulkana, ki ga je sčasoma erodiralo morje in za seboj pustilo le progasto steno kraterja. Ob vznožju stene kraterja je Lago Verde, laguna v obliki polmeseca osupljive zelene barve, ki naj bi nastala zaradi vulkanskih mineralov in mikroorganizmov, ki naj bi bili edinstveni v tem jezeru. Sama plaža je sestavljena iz črnih vulkanskih kamenčkov, posutih z drobci poldragega olivina. Pokrajino dodatno popestri velik prst skale, ki leži tik ob plaži in povzroča, da se morje razbija okoli nje. To je bilo uporabljeno kot snemalna lokacija za pustolovski film iz leta 1966 One Million Years B.C.
Laguna meji na vas El Golfo, ločena le s strmo pečino z rahlim meliščem. Ribje restavracije El Golfo so številne in strežejo izbor svežih ribjih in mesnih jedi.
Približno 8 km severno od Playa Blance je Laguna de Janubio, velika laguna s slano vodo, lokacija Salinas de Janubio, komercialne soline, ki še vedno deluje na otoku. Na vrhuncu so Salinas proizvedli približno 10.000 ton morske soli na leto, pri čemer je vodo prvotno v laguno črpala energija vetra, ki so jo nadomestile električne črpalke.
Glavnina pridelave soli je bila uporabljena v ribji industriji za konzerviranje in predelavo, z izumom hladilnika pa se je proizvodnja močno zmanjšala in danes dosega okoli 2000 ton na leto. Manjši del proizvodnje še vedno prodajo kot visokokakovostno kuhinjsko sol. Vsako leto med festivalom Corpus Christi v juniju se na tone barvane soli tradicionalno uporabi za veličastne dekoracije na ulicah in trgih glavnega mesta Arrecife.